# Гипотеза Малера
Гипотеза Малера — гипотеза метрической теории классификации чисел о величине «меры трансцендентности» почти всех чисел. Была сформулирована К. Малером в 1932 г. Доказана В. Г. Спринджуком в 1965 г.

## Формулировка
Рассмотрим приближения нуля значениями целочисленных полиномов {\displaystyle P(x)=a_{0}+a_{1}x+\ldots +a_{n}x^{n}} при значениях
аргумента {\displaystyle \omega }, являющимися действительными или комплексными числами и при фиксированных {\displaystyle n=1,\;2,\;\ldots }. Назовем высотой полинома величину {\displaystyle h(P)=\max(|a_{0}|,\;|a_{1}|,\;\ldots ,\;|a_{n}|)} и предположим, что она возрастает. Обозначим {\displaystyle w_{n}(\omega ,H)=\min |P(\omega )|}. Здесь минимум берется по всем целочисленным полиномам {\displaystyle P} степени не более {\displaystyle n}, высоты не более {\displaystyle H} и с условием {\displaystyle P(\omega )\neq 0}. Обозначим {\displaystyle w_{n}(\omega )={\overline {\lim _{H\to \infty }}}{\dfrac {\ln {\dfrac {1}{w_{n}(\omega ,H)}}}{\ln H}}}{\displaystyle w(\omega )={\overline {\lim _{H\to \infty }}}{\frac {1}{n}}w_{n}(\omega )}. Пусть {\displaystyle \omega } — трансцендентное число. Введем обозначения: {\displaystyle \Theta _{n}(\omega )={\frac {1}{n}}w_{n}(\omega )} — для вещественных чисел, {\displaystyle \eta _{n}(\omega )={\frac {1}{n}}w_{n}(\omega )} — для комплексных чисел, {\displaystyle \Theta (\omega )=\sup _{(n)}\Theta _{n}(\omega )}, где {\displaystyle n=1,\;2,\;\ldots }, {\displaystyle \eta (\omega )=\sup _{(n)}\eta _{n}(\omega )}, где {\displaystyle n=2,\;3,\;\ldots }.
Гипотеза Малера утверждает, что {\displaystyle \Theta (\omega )=1}, {\displaystyle \eta (\omega )={\frac {1}{2}}}.

## Доказательство
Доказательство есть в статье.